# Zhang Chenglong
Dans ce nom chinois, le nom de famille, Zhang, précède le nom personnel.
Zhang Chenglong (né le 12 mai 1989 à Binzhou) est un gymnaste chinois, champion du monde à la barre fixe en 2010.

## Palmarès

### Jeux olympiques
- Londres 2012
  -  médaille d'or par équipes
  - 9e aux barres parallèles
  - 4e à la barre fixe

### Championnats du monde
- Rotterdam 2010
  -  médaille d'or au concours par équipes
  -  médaille d'or à la barre fixe

- Tokyo 2011
  -  médaille d'or au concours par équipes
  -  médaille d'argent aux barres parallèles
  -  médaille d'argent à la barre fixe

- Nanning 2014
  -  médaille d'or au concours par équipes

- Glasgow 2015
  -  médaille de bronze au concours par équipes

### Jeux asiatiques
- Guangzhou 2010
  -  médaille d'or au concours par équipes
  -  médaille d'or au sol
  -  médaille d'or à la barre fixe